# Henlopen Acres
Henlopen Acres es un pueblo ubicado en el condado de Sussex en el estado estadounidense de Delaware. En el año 2000 tenía una población de 139 habitantes y una densidad poblacional de 210 personas por km².

## Geografía
Henlopen Acres se encuentra ubicado en las coordenadas 38°43′31″N 75°5′2″O / 38.72528, -75.08389.

## Demografía
Según la Oficina del Censo en 2000 los ingresos medios por hogar en la localidad eran de $122,423, y los ingresos medios por familia eran $162,681. Los hombres tenían unos ingresos medios de $0 frente a los $31,563 para las mujeres. La renta per cápita para la localidad era de $82,091. Alrededor del 3.5% de la población estaban por debajo del umbral de pobreza.

## Localidades adyacentes
Diagrama de las localidades a un radio de 24 km a la redonda de Henlopen Acres.